# Jean Paulista
Jean Paulista, właśc. Jean Francisco Rodrigues (ur. 28 listopada 1977) – brazylijski piłkarz posiadający również obywatelstwo portugalskie, grający na pozycji pomocnika lub napastnika.

## Kariera

### Kluby brazylijskie
Karierę rozpoczął w Corinthians Alagoano, następnie grał w EC Taubaté.

### Kluby portugalskie
W sezonie 1998/1999 występował w SC Farense, w następnym był wypożyczany do Sportingu Braga i CD Aves. Na pierwszą część sezonu 2000/2001 powrócił do Farense, a później został wypożyczony do DC Imortal. Przez następne dwa sezony (2001/2002 i 2002/2003) grał w Vitorii Setubal. W sezonie 2003/2004 występował ponownie w Aves, a w sezonie 2004/2005 w FC Maia.

### Wisła Kraków
W Wiśle Kraków grał od sezonu 2005/2006. W polskiej Ekstraklasie zadebiutował 30 lipca 2005 roku, w meczu z GKS-em Bełchatów. Rundę wiosenną sezonu 06/07 zaczął od dwóch asyst i jednej bramki w meczu z Górnikiem Zabrze a zakończył golem z wicemistrzem Polski 2007 GKS-em Bełchatów. W tym samym sezonie rozegrał 6 meczów w Pucharze UEFA, w którym strzelił piękną bramkę przeciwko FC Basel. Dołożył także 3 bramki w Pucharze Ekstraklasy przeciwko Odrze Wodzisław (1) i Lechowi Poznań (2). W klasyfikacji kanadyjskiej został najlepszym piłkarzem Wisły z dorobkiem 7 asyst i 8 goli. W sezonie 07/08 zawodnik występował na skrzydłach, w ataku oraz jako ofensywny pomocnik, ogółem zagrał 25 spotkań w tym tylko 5 w pełnym wymiarze czasowym. W sumie zaliczył 6 asyst i zdobył 5 goli. „Jasiek” miał duży wkład w zdobyciu mistrzostwa przez Wisłę, pomógł także Wiśle zdobyć tytuł w rozgrywkach Młodej Ekstraklasy. Rozegrał 69 spotkań w meczach ligowych, w których strzelił 12 bramek. Ostatnim jego meczem w zespole z Krakowa była potyczka w sparingu z Chicago Fire zakończonym remisem 0-0 który odbył się 21 maja 2008. Paulista nie doszedł do porozumienia z zarządem Wisły co do kwestii zarobków, jak i formy jego wypłacania, nie przedłużył kontraktu i przeniósł się do 19-krotnego mistrza Cypru – APOEL-u.

### APOEL Nikozja i AEK Larnaka
Paulista w sezonie 08/09 nie zdołał zadebiutować w lidze cypryjskiej w związku z kontuzją kolana której nabawił się w rewanżowym meczu eliminacji Pucharu UEFA przeciwko Crvenej Zvezdzie Belgrad. W 2010 roku odszedł z APOEL-u do AEK-u Larnaka.